# 881 до н. е.

## Події
Похід Ашурнасірапала ІІ, царя Ассирії на схід, у країну Замуа (тепер коло міста Сулейманія в Іраку) і її приєднання до Ассирії.
Бладуд, міфічний король Британії, посів трон після смерті батька Гудібраса.